# セティス級フリゲート
セティス級フリゲート（デンマーク語: Inspektionsskibe af THETIS-klassen、英: Thetis class ocean patrol vessels）は、デンマーク海軍のフリゲートの艦級。領海警備や漁業保護といった任務を想定して、4隻が建造された。

## 設計
本級は、グリーンランドやフェロー諸島の周辺など北氷洋において、領海警備・漁業監視・捜索救難・海上治安活動を前提として設計されている。このことから、船体の外殻は二重構造になっており、80cmまでの砕氷能力が付与されている。また、氷海において繋留などの甲板作業に支障を来たす恐れがあることから、前甲板はタートルバック構造とされているほか、マスト上のレドーム下方には見張室が設けられている。艦全体では375トンまでの着氷に耐えられるとされている。

## 装備

### センサー
主レーダーとしては、アレニア・マルコーニの対空・対水上レーダーであるAWS-6が搭載された。これはCバンドで動作する2次元レーダーで、捜索モードでの最大探知距離は200キロメートル、ポップアップ突入してくるミサイルに対しては20キロメートルで探知できるとされているとされていた。またこれとは別に、古野電気製の航海レーダーも搭載された。
ソナーとしては、C-TechのCTS-36 RDNソナーを船底装備式に、またトムソン・マルコーニ・ソナーのTSM-2640「サーモン」を可変深度式に搭載する。CTS-36は民生用の魚群探知機から派生して開発されており、設計上36-39キロヘルツ、実運用上は33キロヘルツと高周波で動作する障害物探知ソナーで、音源音圧220デシベル、スケール上の最大探知距離は4,000メートルであった。一方、TSM-2640は送受波器を24本のステーブに整列しており、動作周波数は12キロヘルツと中周波、音源音圧217デシベル、最大探知距離は11キロメートルとされていた。

### 武器システム
本級は、スタンダード・フレックス・コンセプトを適用されたことで知られており、スタンフレックス・シリーズSF-3000と呼ばれる設計を採用している。スタンフレックス・モジュール用のスロットは、前甲板に1つ、中部甲板に2つ設けられている。通常、兵装モジュールとしては前甲板のスロットに搭載するオート・メラーラ製スーパー・ラピッドM/85 76mm単装速射砲を搭載した艦砲モジュールのみを搭載しているが、必要に応じて中部甲板のスロットにも兵装モジュールを搭載することができ、これによって本級はフリゲートとして遜色ないレベルの兵装を行なうことができる。デンマーク海軍は、スタンフレックスの兵装モジュールとして、ハープーン艦対艦ミサイルやシースパロー個艦防空ミサイル（Mk.48 mod.3 VLS）などを保有している。

## 同型艦一覧
| #    | 艦名                            | 進水           | 就役           | 退役 |
| ---- | ------------------------------- | -------------- | -------------- | ---- |
| F357 | セティス HDMS Thetis            | 1989年7月14日  | 1991年7月1日   |      |
| F358 | トリトン HDMS Triton            | 1990年3月16日  | 1991年12月2日  |      |
| F359 | ヴァエデレン HDMS Vædderen      | 1990年12月21日 | 1992年6月9日   |      |
| F360 | ヴィビューネン HDMS Hvidbjørnen | 1991年10月11日 | 1992年11月30日 |      |

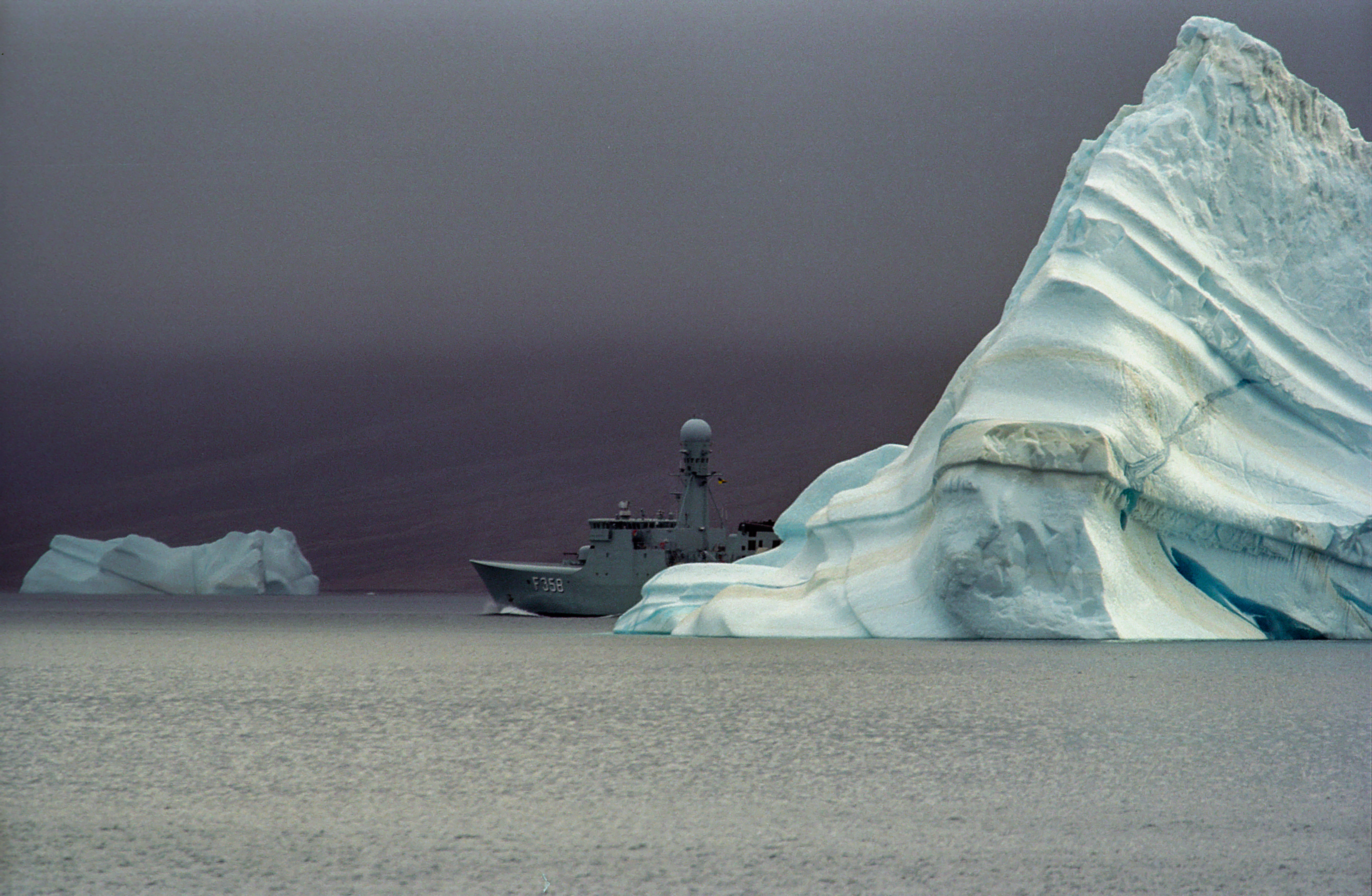
グリーンランド沿岸を航行するトリトン
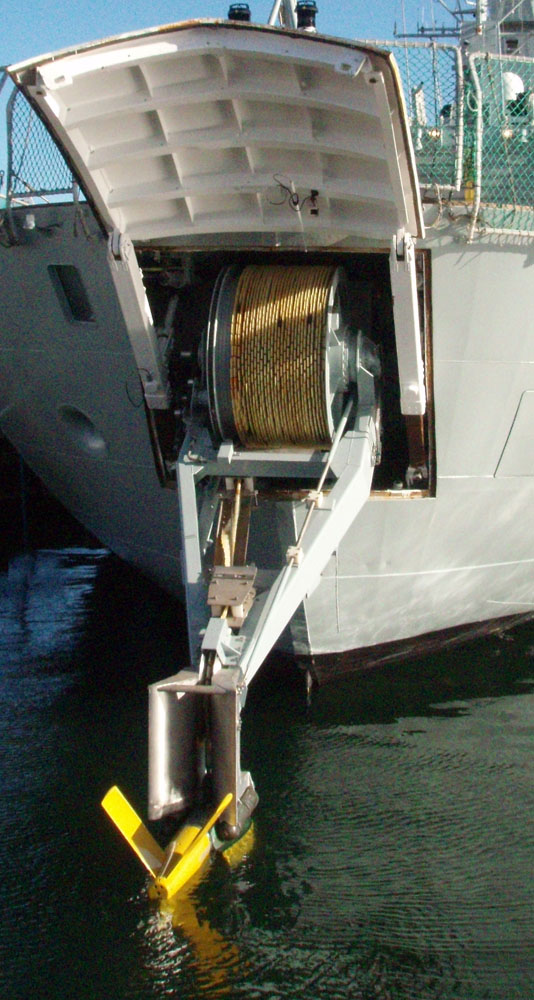
TSM-2640可変深度ソナーの繰出口